# В гости к Робинсонам
«В го́сти к Ро́бинсонам» (англ. Meet the Robinsons) — полнометражный компьютерный анимационный комедийный фильм Стивена Дж. Андерсона, производства компании Walt Disney Animation Studios, выпущенный в 2007 году (производство завершено в 2006-м). Мировая премьера мультфильма состоялась 23 марта 2007 года. Это 47-я анимационная картина из серии Walt Disney Animated Classics, вышедшая в стандартной версии и в виде Disney Digital 3D.
Фильм создан по мотивам детской книги Уильяма Джойса «Один день с Уилбером Робинсоном». Фильм планировали выпустить под тем же названием, что и книгу, но продюсеры решили поменять название на более лаконичное. Роли основных персонажей озвучили Джордан Фрай, Уэсли Сингерман, Харланд Уильямс, Том Кенни, Лори Меткалф, Адам Уэст, Том Селлек и Анджела Бассетт. Фильм стал первым, выпущенным после назначения Джона Лассетера главным креативным директором Walt Disney Animation Studios. В России мультфильм вышел 29 марта 2007 года.

## Сюжет
2007 год. Льюис — начинающий 12-летний изобретатель, воспитанник детского дома. Его энергия, эксцентричность и неисправные изобретения часто отпугивают потенциальных усыновителей, поэтому он посвящает себя поиску своей кровной матери, подбросившей его в приют ещё когда он был младенцем. Он изобретает устройство, сканирующее память, чтобы просмотреть свои младенческие воспоминания и по ним разыскать мать. Привезя сканер памяти на школьную научную выставку, Льюис знакомится с 13-летним Уилбером Робинсоном, таинственным мальчишкой, утверждающим, что он полицейский из будущего. Уилбер должен разыскать машину времени, украденную неким высоким человеком в котелке. Льюис пытается продемонстрировать работу сканера, но он, повреждённый по вине того самого Котелка, ломается, создав на научной выставке беспорядок. Расстроенный Льюис бежит прочь, в то время как Котелок с помощью своего робота-котелка DOR-15 крадёт сканер. Он планирует передать его в инновационную компанию, выдав за своё изобретение, но терпит неудачу, не понимая, как привести его в действие.
Между тем Уилбер находит Льюиса на крыше приюта и велит ему починить сканер. Льюис требует доказательств того, что Уилбер действительно из будущего. В ответ Уилбер переносит Льюиса на второй машине времени в 2037 год, который оказывается технологически более развитым временем. По прибытии Льюис предполагает, что он может просто использовать машину времени, чтобы вернуться в прошлое и уговорить свою мать не оставлять его; последовавший спор между мальчиками приводит к крушению машины времени. Уилбер требует починить машину времени, и Льюис соглашается при условии, что Уилбер потом отвезёт его к матери. Уилбер неохотно соглашается и прячет Льюиса в гараже, наказав не снимать головной убор, объясняя это тем, что прическа Льюиса выдаёт его как гостя из прошлого. Льюис случайно знакомится с остальными членами семьи Робинсонов, за исключением Корнелия, отца Уилбера и изобретателя всех технологий этого времени, отлучившегося в командировку. От Уилбера Льюис узнаёт, что Корнелий разработал два прототипа машины времени: прототип № 1, на котором Уилбер привёз Льюиса, и прототип № 2, угнанный Котелком. Преследуя Льюиса, Котелок пытается похитить его, натравив на дом Робинсонов тираннозавра, но Робинсоны выводят его из игры. Робинсоны предлагают Льюису войти в свою семью, что почему-то приводит Уилбера в ужас. Он обнажает Льюису голову и признаётся, что соглал ему, обещав отвезти его в прошлое к матери. Разочарованный Льюис убегает.
Котелок сам предлагает Льюису отвезти его к матери, если он починит сканер памяти. Но потом раскрывает ему, что Корнелий Робинсон — это сам Льюис в будущем, что Льюис — отец Уилбера, и что сам Котелок — повзрослевший сосед Льюиса по комнате, Майк Ягубиан по прозвищу Губ. Из-за того, что Губ не мог спать из-за постоянных работ Льюиса со сканером, он заснул во время бейсбольного матча Малой лиги и пропустил важный кэтч, что стоило его команде чемпионства. Поддавшись неосторожному совету своего будущего «я», он стал настолько замкнутым и озлобленным, что его так и не усыновили, и он оставался в приюте ещё многие годы после того, как приют закрылся. DOR-15 — прототип «Шляпки добрых услуг», забракованного изобретения Робинсона. Они оба винили Льюиса в своих несчастьях и решили сломать ему жизнь. Оставив Льюиса в будущем, они возвращаются в 2007 год и претворяют в жизнь свой план, успешно внедряя сканер памяти и впоследствии запустив в массовое производство шляпки добрых услуг. Однако выясняется, что DOR-15 обманула Губа, используя шляпки добрых услуг, чтобы избавиться от него и поработить человечество, превратив будущее в антиутопию. Льюис чинит прототип № 1 и отправляется в точку бифуркации, где в глаза разъярённой DOR-15 даёт убийственный для неё зарок никогда не изобретать её, тем самым восстанавливая будущее.
Вернув взрослого Губа в 2037 год, Льюис уговаривает Уилбера принять его в семью Робинсонов. Уилбер неохотно следует совету Льюиса, но Губ предпочитает сбежать. Наконец Льюис встречается с Корнелием лицом к лицу. Корнелий объясняет, что сканер памяти стал началом его изобретальской карьеры, и убеждает Льюиса вернуться на выставку. Уилбер сажает Льюиса в прототип № 1 и возвращает его в его время, но по дороге делает крюк, сделав остановку в 1995 году, в ту ночь, когда мать оставила его в приюте. Льюис собирается вступить с ней в беседу, но в конечном итоге решает этого не делать, довольствуясь знанием о своей будущей семье.
Уилбер высаживает Льюиса в 2007 году и тепло прощается с ним. По дороге на выставку Льюис заглядывает на матч Малой лиги, чтобы в нужный момент разбудить задремавшего Губа, чтобы он выполнил победный кэтч, тем самым изменив его будущее. Вернувшись на выставку, Льюис просит у мистера Виллерштейна дать ему ещё один шанс продемонстрировать свой сканер, и на этот раз ему это удаётся. Его усыновляют профессор Люсиль Крункельхорн, одна из судей научной выставки, и её муж Бад Робинсон, который даёт ему имя Корнелий. Воодушевлённый девизом своей будущей семьи «Только вперёд», Льюис переезжает с новыми родителями на выкупленную ими старую обсерваторию и начинает свою карьеру изобретателя.

## Роли озвучивали
- Джордан Фрай — Льюис
- Дэниэл Хансен — Льюис в младенчестве
- Анджела Бассетт — Милдред Даффи
- Мэттью Майкл Джостен — Майкл «Губ» Ягубиан
- Джон Х. Х. Форд — Мистер Харрингтон
- Дара МакГарри — Миссис Харрингтон
- Том Кенни — Мистер Виллерштейн
- Лори Меткалф — Люсиль Крункельхорн
- Дон Холл — тренер и Гастон Фрамагуччи
- Пол Батчер — Стэнли Пуковски
- Трейси Миллер-Зарники — Лиззи
- Уэсли Сингерман — Уилбер Робинсон
- Джесси Флауер — Фрэнни Фрамагуччи
- Стивен Дж. Андерсон — Котелок, Бад и Таллула Робинсон
- Этан Сэндлер — Дорис, CEO, Спайк, Дмитрий, Ласло, Фриц и Петунья Робинсон
- Харланд Уильямс — робот Карл
- Натан Грено — Осик
- Келли Хувер — Билли Робинсон
- Адам Уэст — Арт Фрамагуччи
- Николь Салливан — Фрэнни Робинсон
- Ориан Редсон — лягушка Фрэнки
- Джозеф Матео — тираннозавр
- Том Селлек — Корнелий Робинсон
- Джо Уайт — репортёр

## Производство
Производство фильма было запущено в июне 2004 года под названием «Один день с Уилбером Робинсоном». Окончание съёмок было намечено на 2006 год, и картину практически удалось выполнить в срок.
В январе 2006 года, пока мультфильм был в производстве, студия Walt Disney Company объявила о приобретении «Pixar», вследствие чего Джон Лассетер стал главным креативным директором как Walt Disney Animation Studios, так и Pixar. Когда он увидел ранние кадры фильма, то сообщил директору Стивену Андерсону, что не находит злодея достаточно страшным и грозным, и предложил внести некоторые изменения. Спустя десять месяцев почти 60 % картины было исключено и переделано. Образ злодея был улучшен, был введён новый герой, добавлена сцена погони с динозавром и изменена концовка. Кадры и зарисовки раннего варианта фильма были выпущены на DVD в качестве дополнительных материалов.

## Выпуск
Фильм был показан в формате Disney Digital 3D в более чем 600 кинотеатрах, оборудованных 3D-проекторами RealD Cinema. Демонстрации 3D-версии предшествовал показ короткометражного 3D-мультфильма 1953 года с Чипом и Дейлом в главных ролях. Финальные титры трёхмерной версии были оставлены в двухмерном формате за исключением имён тех людей, которые конвертировали картину в 3D.
Версии на DVD и Blu-ray вышли 23 октября 2007 года. Оба варианта были широкоформатными с соотношением сторон 1,78 и объёмным звуком Dolby Digital 5.1. В качестве дополнительных материалов на дисках были приложены видеоклипы песен из мультфильма, интерактивная игра «Family Function 5000», удалённые сцены и другие бонусные дополнения. Аудиокомментарии на DVD содержали повествование режиссёра картины Стивена Андерсона, иногда разговаривающего в стиле персонажа Bowler Hat Guy. По состоянию на январь 2008 года было продано примерно 4 миллиона копий DVD.
Версия на Blu-ray также включала в себя несжатое аудио в формате 5.1 и игру BD-J Bowler Hat Barrage!. Версия Blu-ray в 3D вышла 8 ноября 2011 года. Информация о продажах мультфильма на Blu-ray неизвестны, но он имел определённый успех у покупателей.

## Критика
От кинокритиков фильм получил преимущественно положительные отзывы. По версии Rotten Tomatoes, 66 % обзоров, данных фильму, являются положительными. Всего ресурсом зафиксировано 136 обзоров со средним баллом 6,3 из 10. Консенсус сайта сообщает: «В гости к Робинсонам» является визуально впечатляющим детским анимационным фильмом, выделяющимся глубиной истории". Metacritic даёт картине 61 балл из 100 на основе 27 обзоров.
Обозреватели портала «RealMovieNews» так пишут о фильме: 

«…энергичный сюжет, требущий пристального внимания, всё перемещается вперёд-назад в пространственно-временном континууме, касается серьёзных идей и приводятся некоторые довольно тревожащие дополнительные факты. Остроумные сюжетные повороты обрабатываются с редкой тонкостью и интеллектом. В итоге фильм получается несколько сентиментальным и вдохновляющим. Но это так мило, что мы в общем-то не против.»— Real Movie News
Дэнни Милтон из «Beaumont Journal» сказал, что «Робинсоны» могут и не быть семьёй, с которой вы захотите расстаться, но они уверены, что будет весело при знакомстве с этим образным и замечательным 3D приключением. Эндрю Л. Урбан из «Australian Urban Cinefile» сказал: «Walt Disney оставил на экране фэнтезийную историю и это любящая дань его наследию». Кайл Смит из New York Post назвал эту картину десятым лучшим фильмом 2007 года.
В то же время, были и плохие отзывы о картине. A. O. Scott из The New York Times писал: «В гости к Робинсонам — это, несомненно, один из самых плохих анимационных фильмов, выпущенных под маркой Диснея за довольно короткое время». Лиза Шварцбаум из Entertainment Weekly дала фильму рейтинг «C» и сказала: «Весь фильм — это одна неровная дорога».

### Кассовые сборы
Фильм принёс 25 123 781$ за первую неделю показов, уступив фильму «Лезвия славы: Звездуны на льду». За всё время проката картина принесла выручку в $97 822 171 в США и Канаде, а также $71 510 863 в международном прокате, в сумме принеся 169 333 034 долларов от показов во всём мире.

## Видеоигры
По мотивам фильма вышла одноимённая видеоигра, распространяемая Buena Vista Games на PlayStation 2, Xbox 360, Wii, Nintendo GameCube, Nintendo DS и PC-совместимых компьютерах. Игра была приквелом к мультфильму.

## Награды

### Young Artist Award 2008
- Лучший голос за кадром среди молодых актёров — Пол Батчер.

## Оригинальный саундтрек
Оригинальный саундтрек был выпущен в 27 марта 2007 года дистрибьюторами «Gala Records» и «Walt Disney Records». Помимо композитора фильма Дэнни Эльфмана над созданием саундтрека работали Jonas Brothers, Руфус Уэйнрайт, Роб Томас, Джейми Каллум, а также группы «The All-American Rejects» и «They Might Be Giants». Трек Роба Томаса «Little Wonders» был выпущен отдельным синглом и достиг #5 позиции в чарте Billboard AC Chart.
Песня рок-группы Cowboy Mouth «This Much Fun», ставшая главной темой в трейлере мультфильма, не была использована в самой картине и не включена в саундтрек. Песня «There’s a Great Big Beautiful Tomorrow» впоследствии стала главной темой музыкального аттракциона «Карусель прогресса» в Диснейленде.
| №                   | Название                                                    | Артист                   | Длительность |
| ------------------- | ----------------------------------------------------------- | ------------------------ | ------------ |
| 1.                  | «Another Believer»                                          | Руфус Уэйнрайт           | 4:39         |
| 2.                  | «Little Wonders»                                            | Роб Томас                | 3:45         |
| 3.                  | «The Future Has Arrived»                                    | The All-American Rejects | 3:05         |
| 4.                  | «Where Is Your Heart At?» (музыка и слова Руфуса Уэйнрайта) | Джейми Каллум            | 2:23         |
| 5.                  | «The Motion Waltz (Emotional Commotion)»                    | Руфус Уэйнрайт           | 2:35         |
| 6.                  | «Give Me the Simple Life»                                   | Джейми Каллум            | 2:04         |
| 7.                  | «The Prologue»                                              | Дэнни Эльфман            | 1:24         |
| 8.                  | «To the Future!»                                            | Дэнни Эльфман            | 1:16         |
| 9.                  | «Meeting the Robinsons»                                     | Дэнни Эльфман            | 1:56         |
| 10.                 | «The Science Fair»                                          | Дэнни Эльфман            | 2:47         |
| 11.                 | «Goob's Story»                                              | Дэнни Эльфман            | 1:01         |
| 12.                 | «A Family United»                                           | Дэнни Эльфман            | 1:37         |
| 13.                 | «Pop Quiz and the Time Machine Montage»                     | Дэнни Эльфман            | 3:45         |
| 14.                 | «The Evil Plan»                                             | Дэнни Эльфман            | 4:13         |
| 15.                 | «Doris Has Her Day»                                         | Дэнни Эльфман            | 4:58         |
| 16.                 | «Setting Things Right»                                      | Дэнни Эльфман            | 6:00         |
| 17.                 | «There's a Great Big Beautiful Tomorrow»                    | They Might Be Giants     | 2:00         |
| 18.                 | «Kids of the Future»                                        | Jonas Brothers           | 3:18         |
| Общая длительность: | Общая длительность:                                         | Общая длительность:      | 52:46        |